# Mussomeli
Mussomeli ist eine Stadt im Freien Gemeindekonsortium Caltanissetta in der Region Sizilien in Italien mit 9915 Einwohnern (Stand 31. Dezember 2023).

## Lage und Daten
Mussomeli liegt 60 km nordwestlich von Caltanissetta. Die Einwohner arbeiten in der Landwirtschaft, in der Viehzucht oder in der Industrie (Zement- und Bitumen-Produktion).
Die Nachbargemeinden sind Acquaviva Platani, Bompensiere, Caltanissetta, Cammarata (AG), Marianopoli, Montedoro, San Cataldo, Serradifalco, Sutera und Villalba.

## Geschichte
Das Gebiet von Mussomeli war bereits um 1500 v. Chr., also in vorhellenischer Zeit, von Sikanern bewohnt. Archäologische Zeugnisse der Vorgeschichte Mussomelis finden sich unter anderem in der Höhle von Chelli (grotta di Chelli). Die Griechen, Römer und Byzantiner hinterließen hier ihre Spuren, so unter anderem Zisternen, Lampen, Vasen und einige goldene Stangen. Nach der Eroberung Siziliens durch die Muslime
(italienisch: musulmani) im 9. Jahrhundert kam auch das Gebiet von Mussomeli unter ihre Herrschaft. Das Dorf soll gegründet worden sein, als die Araber nach Sizilien kamen. Der Name soll von den arabischen Worten Kalà Abet el Mumin, übersetzt: Burg oder Festung Abet el Mumin, kommen. Nach anderen Vermutungen hätte Mussomeli einen anderen Ursprung: Musso da Menzil (Herberge) oder Meli da Malek, ein arabischer Emir. Nach alten Historikern stammt Mussomeli jedoch vom lateinischen Mons Mellis (Honigberg). Das ist die Erklärung, weshalb das Wappen von Mussomeli drei Türme zeigt, über denen drei Bienen fliegen.
Noch zur Zeit der Herrschaft der Staufer und der von Anjou war Mussomeli nur ein kleines Dorf der Bauern und Hirten, die nicht in die zahlreichen Kriege verwickelt waren, weshalb es kaum Hinweise für die Existenz des Ortes für diese Zeit gibt. Friedrich III. von Sizilien aus dem Haus Aragón soll das Gebiet Manfredi di Chiaramonte übereignet haben, der hier zwischen 1364 und 1370 eine Burg errichten ließ, die den Namen Castello Manfredonico erhielt. Die älteste urkundliche Erwähnung von Mussomeli stammt von April 1392. In dem Privileg König Martins für Guglielmo Raimondo Moncada überträgt er ihm alle bewohnten Ländereien, die bis zu dieser Zeit im Besitz von Manfredi di Chiaramonte waren, einschließlich castrum Musumelis. Die Besitzer wechselten danach häufig. Über die Ventimiglia kam Mussomeli 1467 an die del Campo, die die Herrschaft 1548 an Cesare Lanza verkauften. Die Lanza-Dynastie sorgte für die Entwicklung des inzwischen zur Residenz einer Grafschaft Mussomeli erhobenen Ortes. Im Jahr 1798 waren bereits 9401 Einwohner verzeichnet, nur etwas weniger als heute, darunter 125 Kleriker. Die Bevölkerung bestand neben Bauern und Bürgertum zu einem großen Teil jetzt auch aus Handwerkern.
Ab dem Jahr 1812 begann in Mussomeli der Beginn des Aufbruchs in die neue Zeit, mit der Etablierung von zwei Postkurieren. 1818 wurde im Erdgeschoss des Gemeindehauses ein Gefängnis eingerichtet. 1820 nahm das Gebiet an seiner ersten Revolution teil und nahm Partei gegen die Bourbonen, in deren Folge einige Patrioten zum Tode verurteilt wurden. 1832 wurde das Gebiet von einer Heuschrecken-Plage heimgesucht und 1837 starben fünfhundert Menschen durch die Cholera. 1869 kam die öffentliche Beleuchtung, mit Petroleumleuchten auf allen Straßen, und mit der Straße nach Acquaviva war auch der Anschluss an die Bahn möglich.
Die Stadt leidet unter Einwohnerschwund und verkaufte 2019 leerstehende Häuser für einen Euro.

## Sehenswürdigkeiten

### Im Ort
- Kirche San Francesco an der Piazza Umberto I.
- Barons-Palast an der Piazza Umberto I.
- Kirche Sant’Antonio aus dem 16. Jahrhundert
- Pfarrkirche San Ludovico im Stadtteil Terravechia
- An der Via Lanza liegen die Kirche di Maria, der Palazzo Trabia und die Kirche di Monti

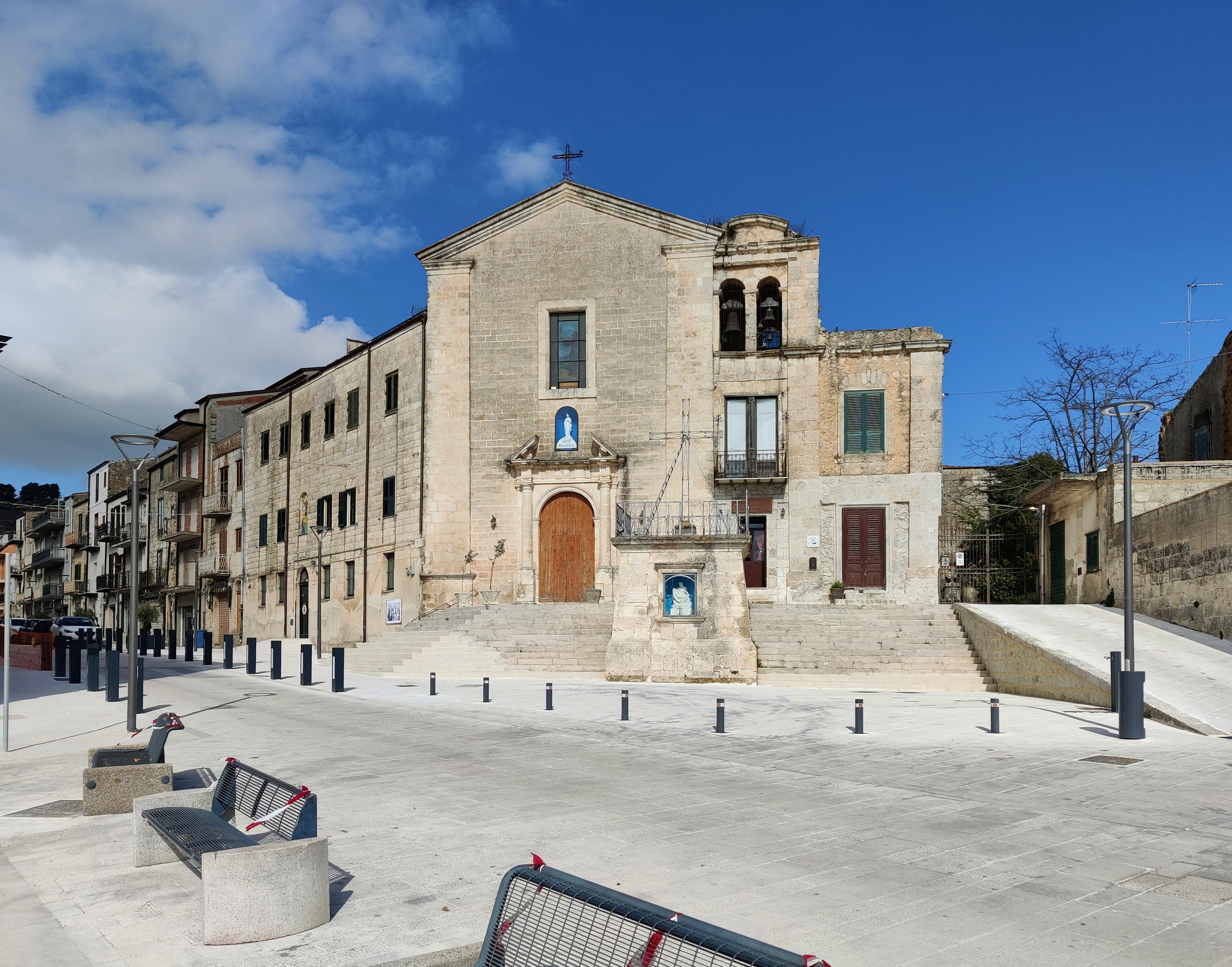
Pizza Umberto I.
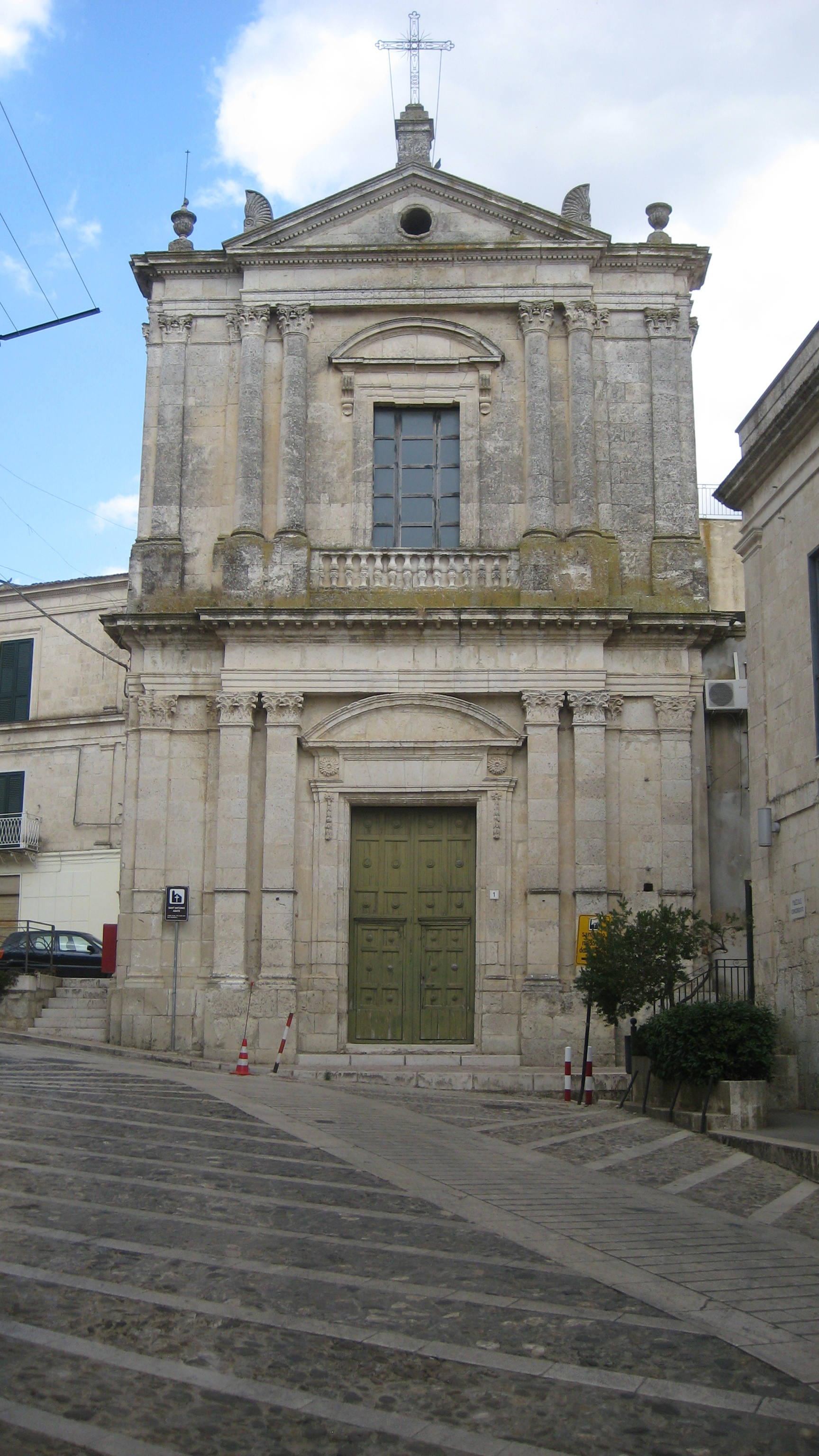
Chiesa di Sant’Antonio
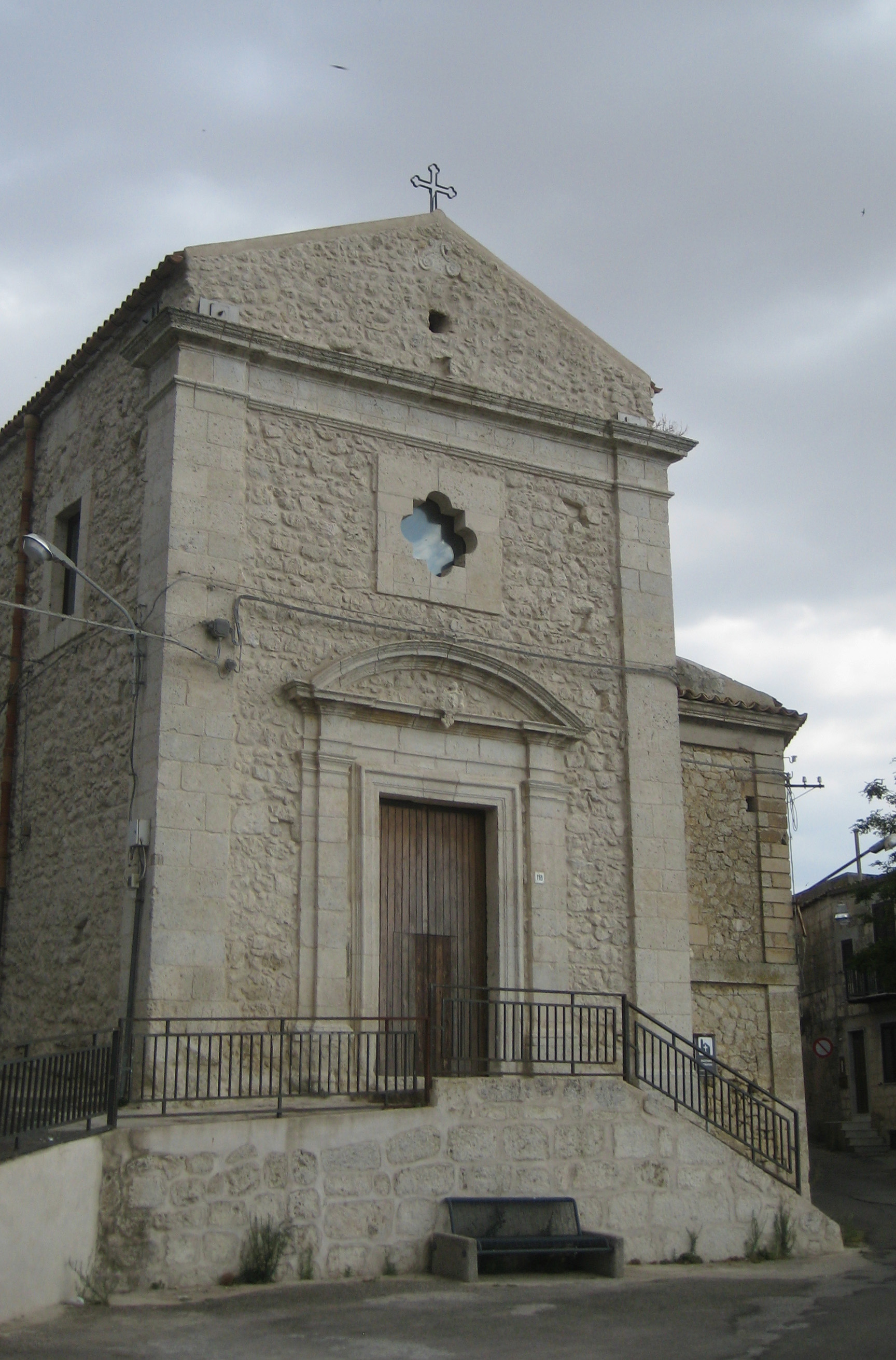
Chiesa della Madonna di Trapani
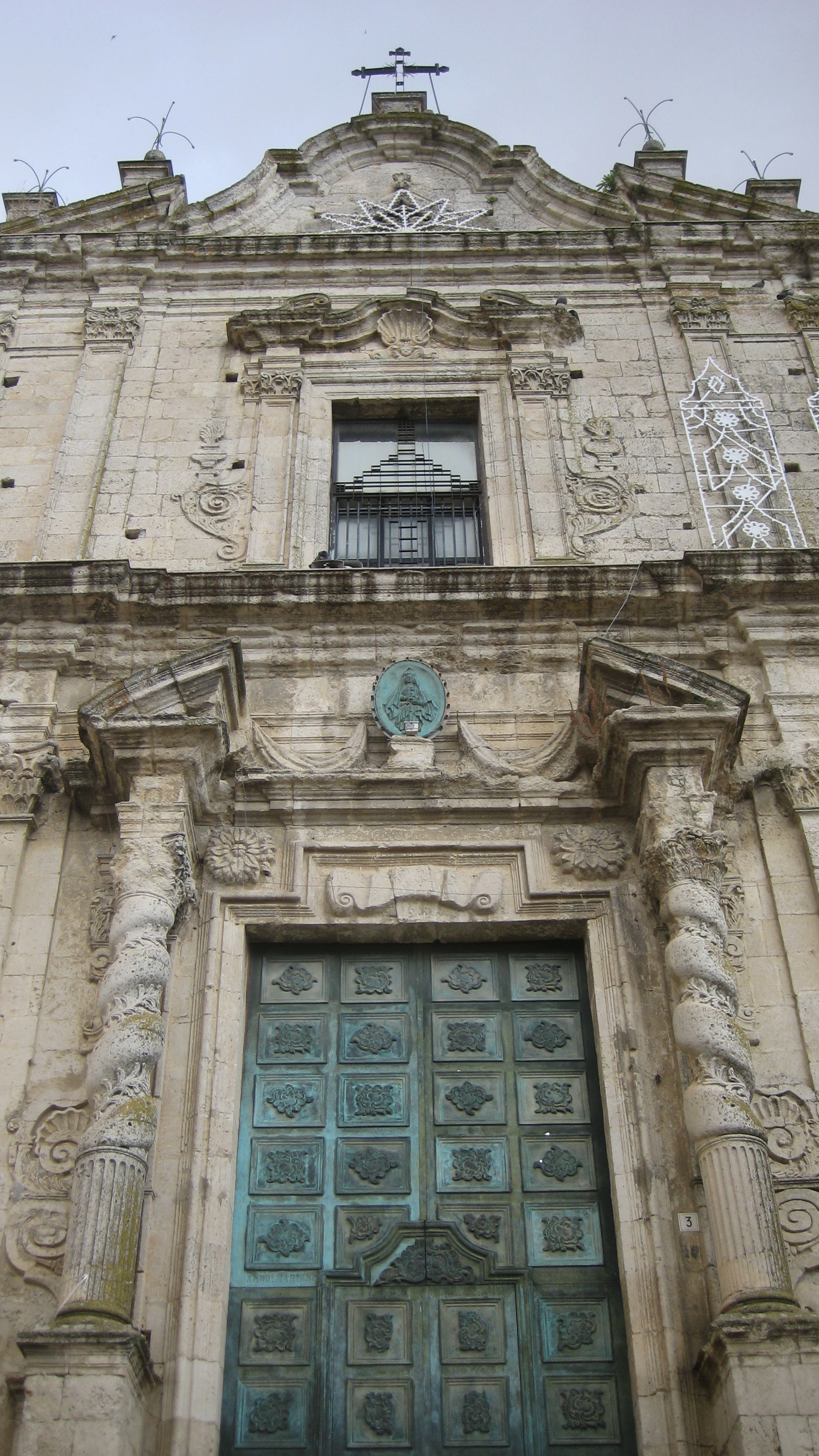
Chiesa di San Domenico
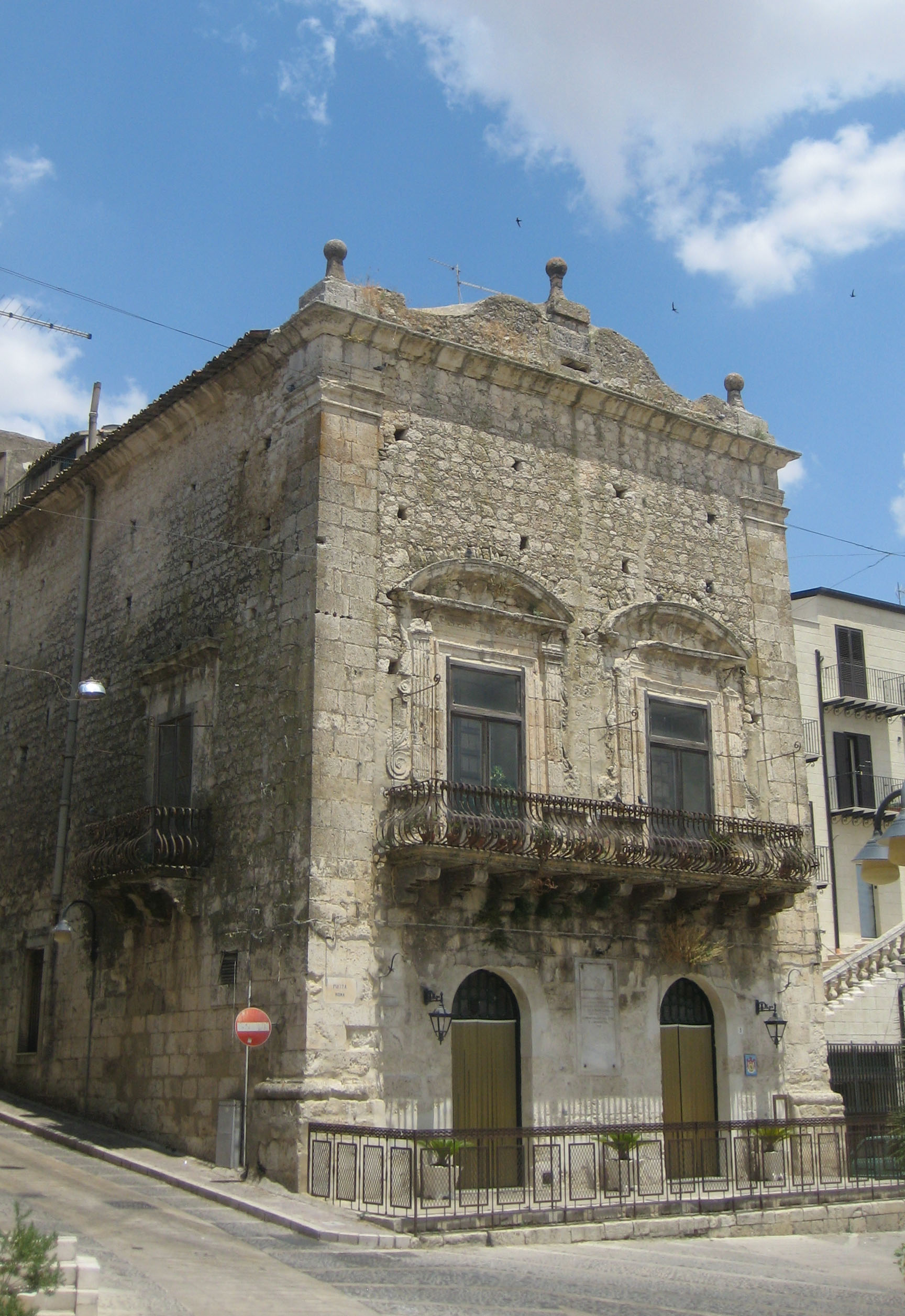
Palazzo Trabia
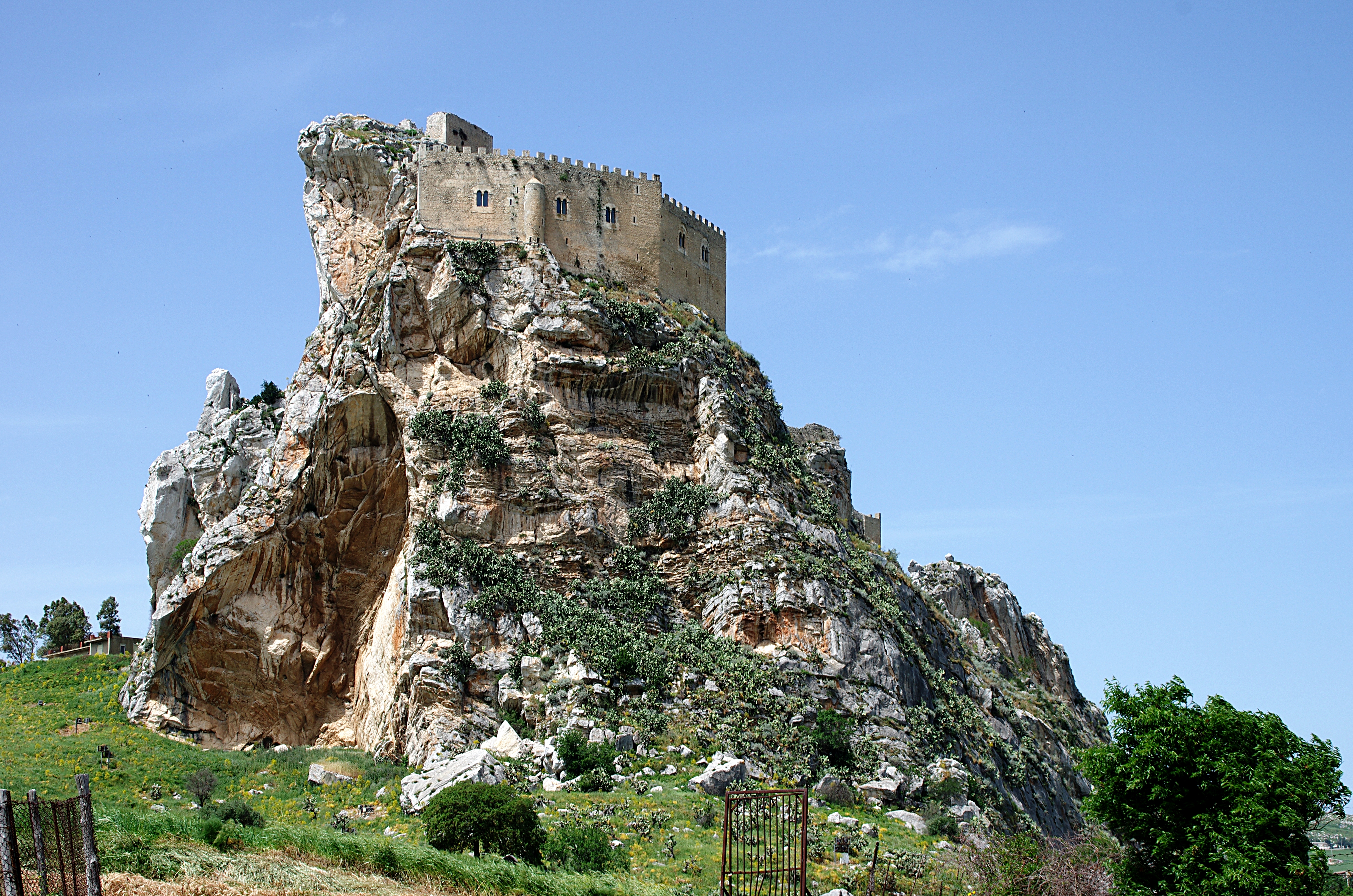
Castello Mussomeli

### In der Umgebung
- Castello Mussomeli, Schloss der Chiaramonte aus dem Jahre 1370
- Ruinen eines griechisch-sikanischen Dorfs
- Siedlung und Felskammergräber nordöstlich von Mussomeli

## Persönlichkeiten
- Paolo Emiliani Giudici (1812–1872), Literaturhistoriker
- Francesco Lomanto (* 1962), römisch-katholischer Geistlicher und Erzbischof von Syrakus
- Roberto Mistretta (* 1963), Kinderbuch-, Drehbuch- und Krimiautor